# Hohenleipisch

Hohenleipisch auf einer geschichtlichen Karte des Kreises Liebenwerda (1910).

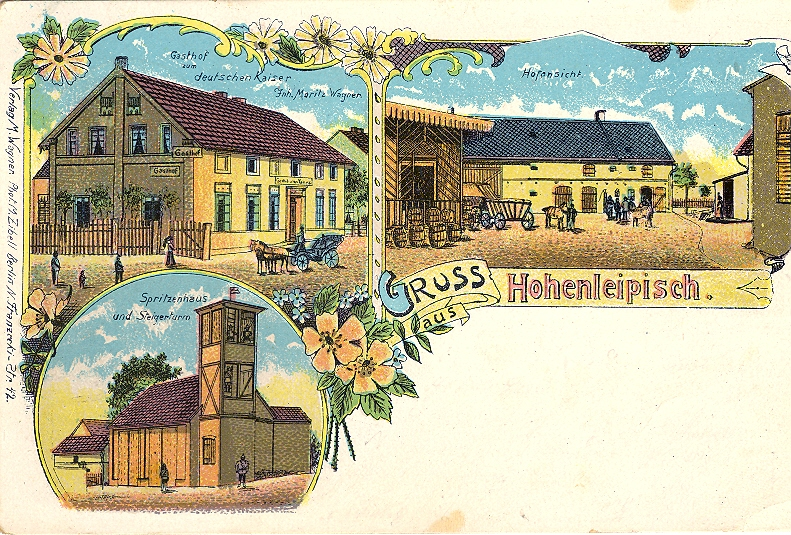
Hohenleipisch um 1900

Hohenleipisch (sorbisch Lubuš) ist eine Gemeinde im Landkreis Elbe-Elster im Süden Brandenburgs und Teil des Amtes Plessa.

## Geographie
Die Gemeinde liegt im Naturpark Niederlausitzer Heidelandschaft rechts der Schwarzen Elster. Kernstück des Naturparks ist der ehemalige Truppenübungsplatz bei Hohenleipisch. Das Naturschutzgebiet Der Loben liegt im Gemeindegebiet. Die Gegend um den Ort ist die größte Streuobstregion Brandenburgs.

## Gemeindegliederung
Zur Gemeinde gehört der Ortsteil Dreska.

## Geschichte
Erstmals erwähnt wurde Hohenleipisch vermutlich 1210. 1346/1495 wird der Ort als Hornlubisch erwähnt.
1422 gehörte Hohenleipisch zum Leibgedinge der Herzogin Offka, welche ihren Witwensitz im Schloss zu Liebenwerda bezog. Schwer in Mitleidenschaft gezogen wurde der Ort besonders 1646 beim Durchzug Wrangelscher Truppen. Das Kloster Dobrilugk besaß das Kirchenpatronat. Die in Hohenleipisch und Umgebung damals stark verbreitete Töpferei führte 1803 zur Gründung einer Dorfinnung – eine Seltenheit in der Gewerbegeschichte. Diese Innung hatte 1817 elf Mitglieder. Durch diese Gründung konnte der Vertrieb Hohenleipischer Töpferwaren (Stein- und Grautöpferware, sogenanntes blaues Zeug, als Bierflaschen, Buttertöpfe, Schmelztiegel) bedeutend gesteigert werden. Die Töpferwaren wurden bis nach Anhalt geliefert.
Am Abend des 26. Januar 1874 kam es in Hohenleipisch zu einem Großbrand. In einem mit Stroh gedeckten Wohnhaus war ein Feuer ausgebrochen. Die Flammen griffen, durch einen heftigen Sturm begünstigt, schnell auf die Gebäude der benachbarten Grundstücke über und erst ein Gewitter beendete am nächsten Morgen die Feuersbrunst. Am Ende waren den Flammen, die bis nach Elsterwerda zu sehen waren, neun Gehöfte und eine Scheune eines zehnten Hofes zum Opfer gefallen.
Hohenleipisch war Bestandteil des Amtes Liebenwerda. Nach der Neuorganisation der Kreisgliederung im preußischen Staat wurde zum 1. Oktober 1816 der Kreis Liebenwerda, dem auch Hohenleipisch angehörte, im Regierungsbezirk Merseburg in die preußische Provinz Sachsen eingegliedert. Von 1952 bis 1990 gehörte der Ort dem Kreis Bad Liebenwerda im Bezirk Cottbus, seit 1990 im Land Brandenburg an. Seit 1993 ist er Bestandteil des Landkreises Elbe-Elster.
Der Ortsteil Dreska wurde erstmals im Jahre 1406 urkundlich erwähnt.

## Bevölkerungsentwicklung
| Jahr | Einwohner |
| ---- | --------- |
| 1875 | 1 300     |
| 1890 | 1 500     |
| 1910 | 2 237     |
| 1925 | 2 467     |
| 1933 | 2 716     |
| 1939 | 2 821     |

| Jahr | Einwohner |
| ---- | --------- |
| 1946 | 3 352     |
| 1950 | 3 313     |
| 1964 | 2 798     |
| 1971 | 2 775     |
| 1981 | 2 850     |
| 1985 | 2 759     |

| Jahr | Einwohner |
| ---- | --------- |
| 1990 | 2 608     |
| 1995 | 2 836     |
| 2000 | 2 822     |
| 2005 | 2 552     |
| 2010 | 2 171     |
| 2015 | 2 048     |

| Jahr | Einwohner |
| ---- | --------- |
| 2020 | 1 949     |
| 2021 | 1 930     |
| 2022 | 1 953     |
| 2023 | 1 937     |
| 2024 | 1 857     |

Gebietsstand des jeweiligen Jahres, Einwohnerzahl: Stand 31. Dezember (ab 1991), ab 2011 auf Basis des Zensus 2011, ab 2022 auf Basis des Zensus 2022

## Politik

### Gemeindevertretung
Die Gemeindevertretung von Hohenleipisch besteht aus zwölf Gemeindevertretern und dem ehrenamtlichen Bürgermeister. Die Kommunalwahl am 9. Juni 2024 führte bei einer Wahlbeteiligung von 73,8 % zu folgendem Ergebnis:
| Partei / Wählergruppe               | Stimmenanteil | Sitze |
| ----------------------------------- | ------------- | ----- |
| Bürger für Hohenleipisch und Dreska | 100 %         | 12    |

### Bürgermeister
- 2003–2015: Wolfram Herold (CDU)[12]
- seit 2015: Lutz Schumann (Bürger für Hohenleipisch und Dreska; bis 2024 SPD-Mandat)[13]

Schumann wurde in der Bürgermeisterwahl am 9. Juni 2024 ohne Gegenkandidat mit 88,1 % der gültigen Stimmen für eine weitere Amtszeit von fünf Jahren gewählt.

### Wappen
Das Wappen wurde vom Heraldiker Frank Diemar gestaltet.
| Wappen von Hohenleipisch | Blasonierung: „Gespalten von Gold und Grün; vorne ein halber Kirschbaum mit Früchten am Spalt, beseitet von einer linksgewendeten Kanne, hinten ein halber Apfelbaum mit Früchten am Spalt, beseitet von einem Weidenkorb; sämtlich in wechselnden Farben.“ |
| Wappen von Hohenleipisch | |

### Flagge
Zwei Längsstreifen in den Farben Grün-Gold (Gelb) mit dem auf der Nahtstelle aufgelegten Gemeindewappen.

### Partnergemeinde
Hohenleipisch ist mit Sassenburg in Niedersachsen durch eine Gemeindepartnerschaft verbunden.

## Sehenswürdigkeiten

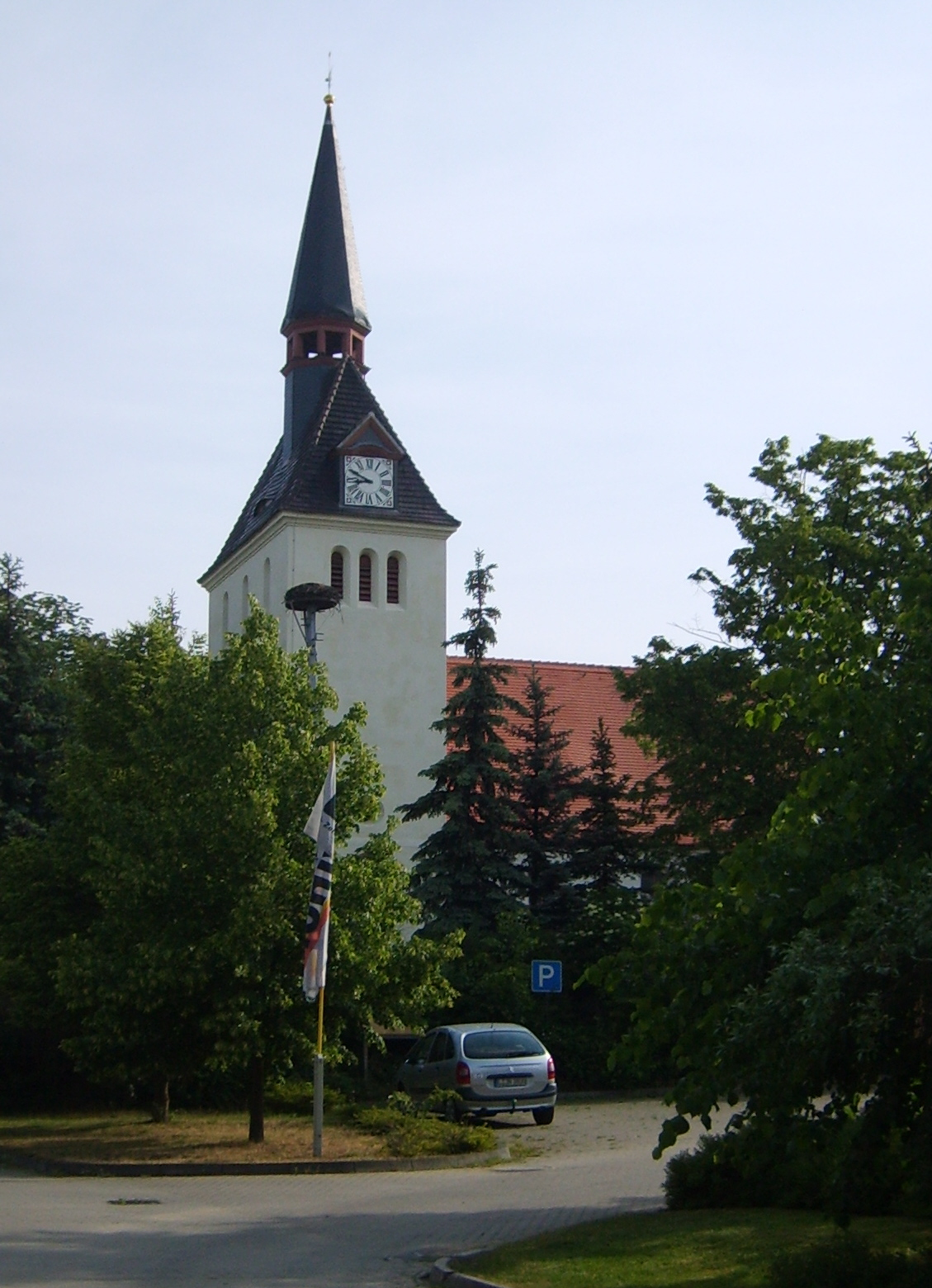
Evangelische Kirche

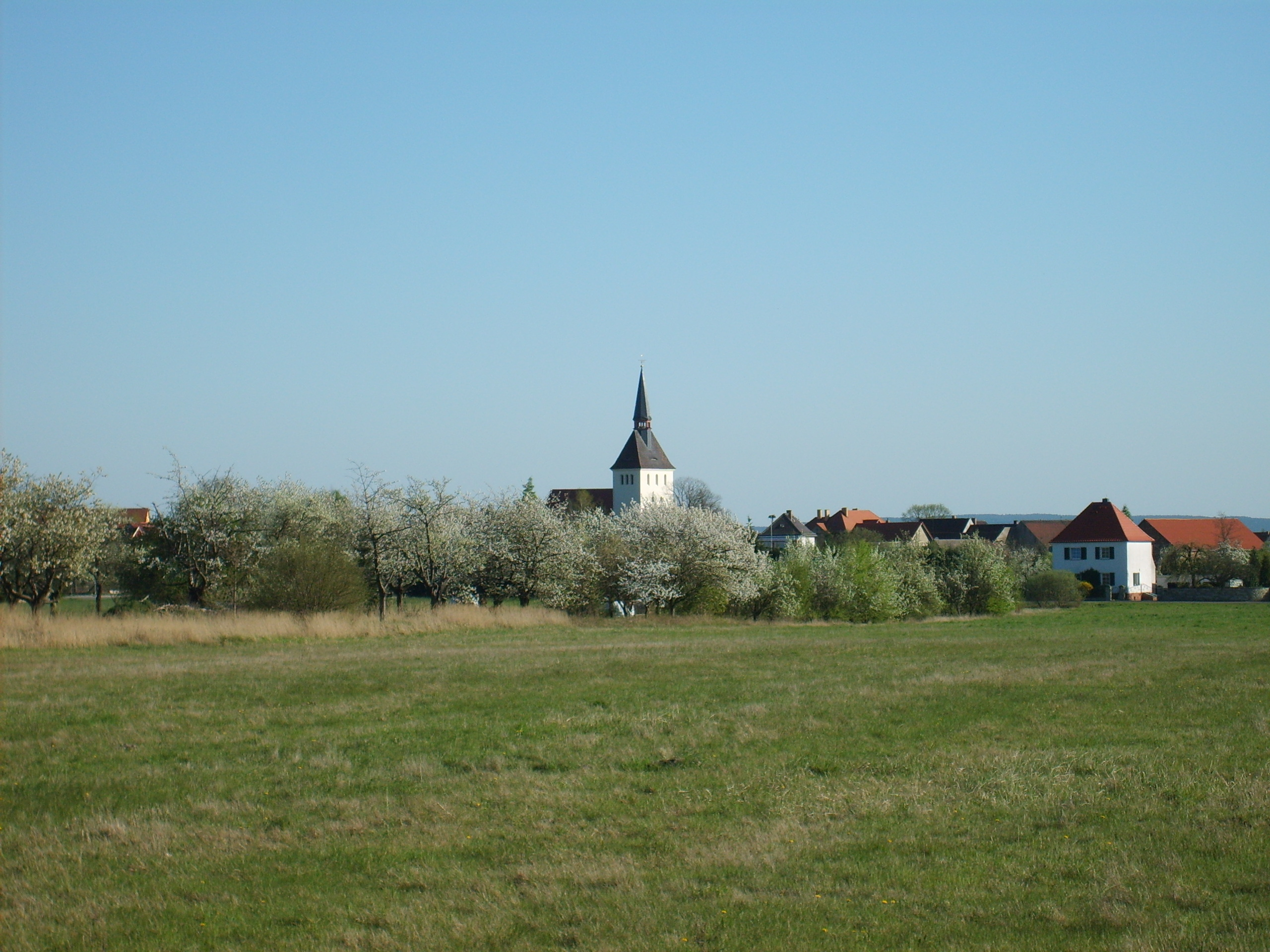
Hohenleipisch zur Kirschblüte

In der Liste der Baudenkmale in Hohenleipisch und in der Liste der Bodendenkmale in Hohenleipisch stehen die in der Denkmalliste des Landes Brandenburg eingetragenen Kulturdenkmale.
- Evangelische Kirche, erbaut im Jahr 1208
- Forsthaus der Oberförsterei Elsterwerda
- Kriegerdenkmal
- Ehemalige katholische St.-Matthias-Kirche: Die nach Plänen des Architekten Johannes Reuter erbaute und 1958 geweihte Kirche wurde 2017 profaniert.

## Wirtschaft und Infrastruktur

### Verkehr

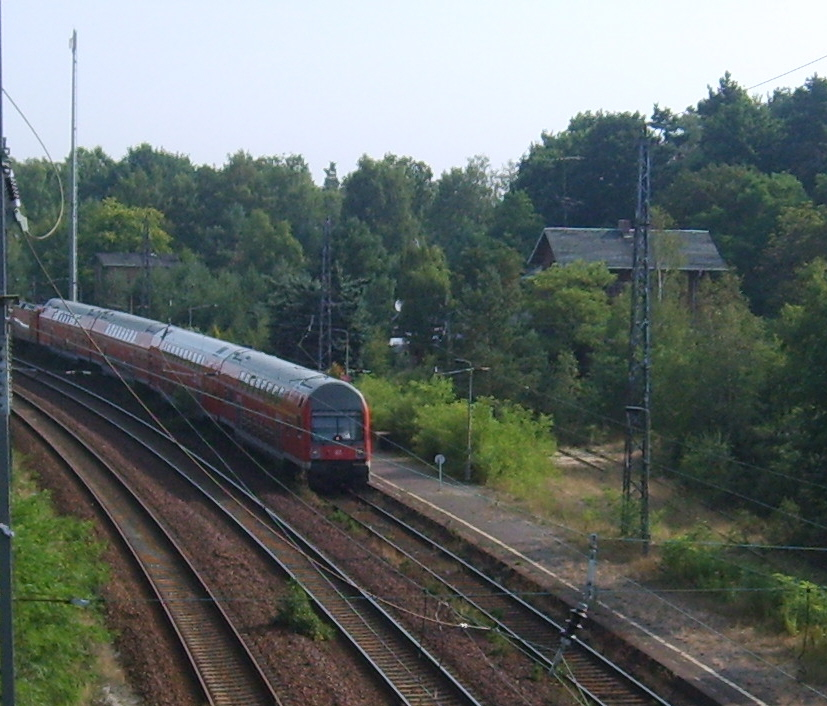
Bahnhof Hohenleipisch

Hohenleipisch liegt an der Landesstraße L 62 zwischen Elsterwerda und Finsterwalde.
Der Bahnhof Hohenleipisch liegt an der Bahnstrecke Berlin–Dresden. Er wird von der Regional-Express-Linie RE 8 Berlin Hbf–Elsterwerda im Zweistundentakt bedient, die von der ODEG betrieben wird.

### Sport
Der Fußballverein VfB Hohenleipisch spielt in der Saison 2021/2022 in der Landesliga Süd Brandenburg.
1864 wurde in Hohenleipisch ein 98 Mitglieder starker Schützenverein gegründet, welcher Ende des 19. Jahrhunderts bereits 162 Mitglieder aufwies. Da es auf Grund der großen Mitgliederzahl organisatorische Probleme gab, wurde 1906 ein zweiter Schützenverein gegründet. Dem ursprünglichen Hohenleipischer Schützenverein durften nur noch Mitglieder beitreten, welche beim Militär gedient hatten. Hinter dem heutigen Gasthof „Zum goldenen Löwen“ befand sich der erste bekannte Schießstand des Ortes, welcher allerdings später aus Sicherheitsgründen geschlossen wurde. Nachdem 1933 mit dem Kleinkaliber-Schützenverein ein weiterer Schützenverein in Hohenleipisch gegründet worden war, wurden diese mit dem Ende des Zweiten Weltkrieges aufgelöst. Erst in den 1970er Jahren begann man im Ort unter dem Dach der Gesellschaft für Sport und Technik mit dem Sportschießen. Nach der Wende wurde 1994 der bis in die Gegenwart bestehende Verein „Schützengilde 1864 Hohenleipisch e. V.“ gegründet.

## Persönlichkeiten

### Söhne und Töchter der Gemeinde
- Friedrich Wilhelm Hubrich (1867–1925), Reichstagsabgeordneter und Generalsekretär des Verbandes mittlerer Reichs-Post und Telegraphen-Beamten
- Paul Ruhig (1922–2000), Gewerkschafter[18]
- Peter Bankwitz (1931–2013), Geologe, Träger des Nationalpreises der DDR
- Stephan Freigang (* 1967), Langstreckenläufer, Dritter im Marathonlauf bei den Olympischen Spielen 1992 in Barcelona

### Mit der Gemeinde verbundene Persönlichkeiten
- Hans Eickworth (1930–1995), Bildhauer, lebte in Hohenleipisch
- Anja Heinrich (* 1971), 2009–2018 Mitglied des Brandenburgischen Landtags, wuchs in Hohenleipisch auf